# Stazione di Den Haag Hollands Spoor
Den Haag Hollands Spoor (in italiano: L'Aia Ferrovie Olandesi), spesso abbreviata come Den Haag HS, è la più antica e seconda, per grandezza e numero di passeggeri, stazione ferroviaria nella città de L'Aia, Paesi Bassi. È una stazione passante di superficie a 6 binari sulla linea ferroviaria Amsterdam-Rotterdam.

## Storia

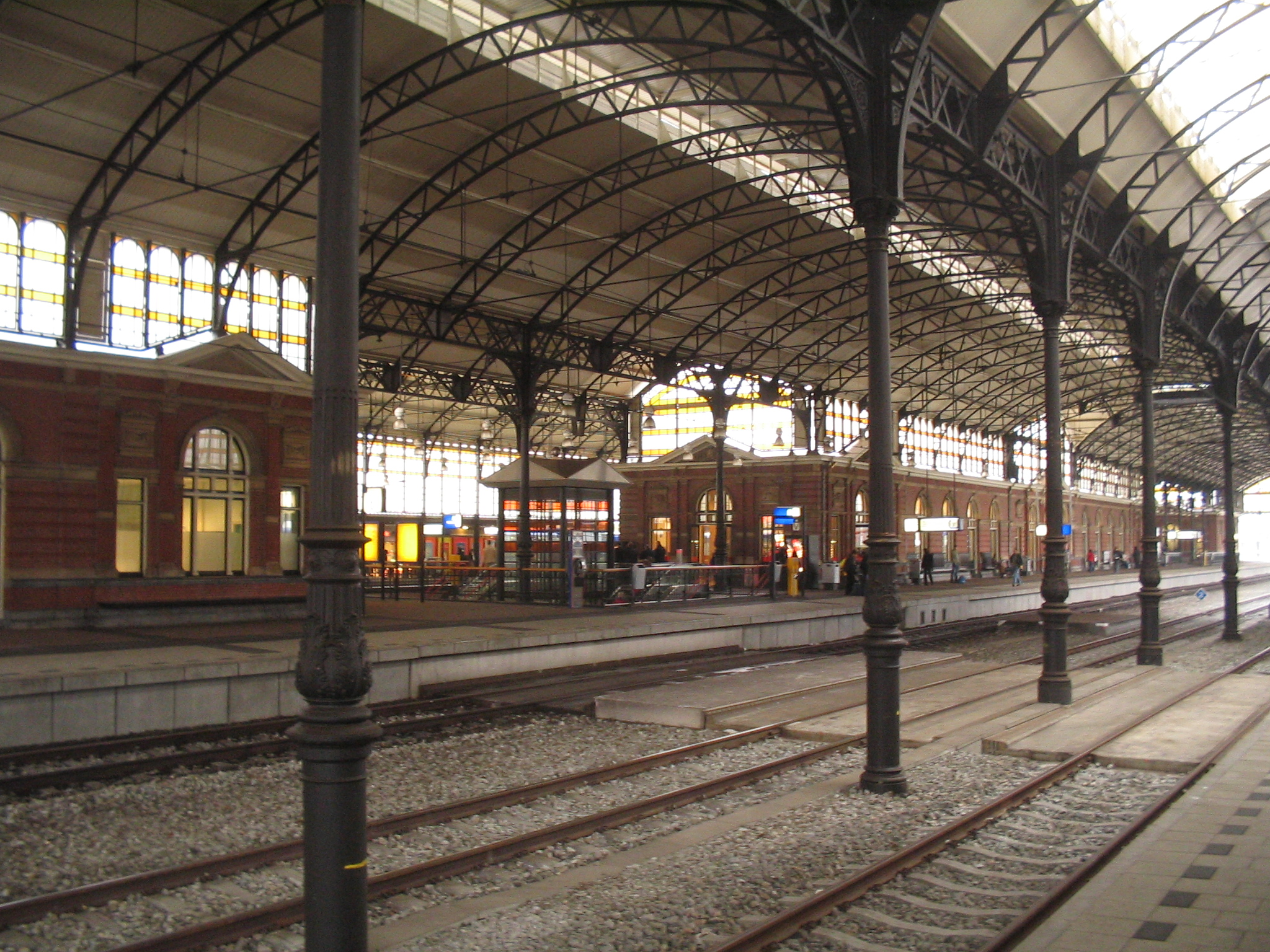
I binari della stazione

La stazione fu aperta nel 1843, quando la ferrovia Amsterdam-Haarlem, la prima costruita nel paese, fu estesa fino a L'Aia. Successivamente, nel 1847, questa linea fu fatta proseguire fino a Rotterdam. La stazione prese il nome dalla compagnia che la gestiva, l'Hollandsche IJzeren Spoorweg-Maatschappij (Compagnia Ferro Viaria Olandese).
Nel 1870, la compagnia rivale, la Nederlandsche Rhijnspoorweg-Maatschappij (Compagnia Ferroviaria Renana-Olandese) costruì una seconda stazione in città, Den Haag Rijnspoor (L'Aia Ferrovia Renana) per treni diretti a Gouda e Utrecht. Questa stazione fu demolita nel 1973, al completamento della nuova Stazione di Den Haag Centraal. Come risultato L'Aia ha due stazioni ferroviarie principali: Centraal Station e Hollands Spoor.
L'edificio originale del 1843 fu sostituito dall'attuale edificio progettato da Dirk Margadant nel 1891. La realizzazione della sala d'attesa reale risale al 1893.